# 杨如坤
杨如坤（1890年—1987年），安徽合肥人，中华人民共和国政治人物。
担任机智勇敢保护工厂的首届全国劳模。重庆大溪沟电厂副厂长、重庆电力技工学校副校长。1954年，当选第一届全国人民代表大会代表。